# Richard Coray
Richard Coray, né le 30 juillet 1869 à Trin et mort le 3 novembre 1946 à Wiesen, est un pionnier des échafaudages en bois, auteur d’audacieux cintres pour la de construction de ponts et viaducs.
Après un apprentissage de charpentier à Trin et à Davos, Corey étudie de 1889 à 1892 au technicum de Winterthour. Spécialisé dans le domaine des échafaudages et téléphérages, il participe à la construction des principaux ponts suisses de la première moitié du XXe siècle. Parmi ceux-ci il faut mentionner les viaducs de Solis (commune d’Alvaschein), de Wiesen et Langwies, le pont de la Sitter sur la ligne de chemin de fer Saint-Gall-Hérisau, le pont de Pérolles à Fribourg, le pont des gorges de la Salgina près de Schiers et celui de Gueuroz à Vernayaz près de Martigny. Le système dit de Coray allie l'audace technique à un grand savoir-faire artisanal.